# Sân bay Garba Tula
Sân bay Garba Tula (ICAO: HKGT) là một sân bay ở Garba Tula, Kenya.